# Tania van Heer
Tania van Heer (Australia, 30 de diciembre de 1970) es una atleta australiana retirada especializada en la prueba de 4x400 m, en la que consiguió ser subcampeona mundial en pista cubierta en 1999.

## Carrera deportiva
En el Campeonato Mundial de Atletismo en Pista Cubierta de 1999 ganó la medalla de plata en los relevos de 4x400 metros, llegando a meta en un tiempo de 3:26.87 segundos que fue récord de Oceanía, tras Rusia (oro) y por delante de Estados Unidos (bronce).